# Triatomisch molecuul

Koolstofdioxide is een voorbeeld van een triatomisch molecuul.

Triatomische moleculen zijn moleculen, die uit drie atomen bestaan. De atomen kunnen van dezelfde of verschillende chemische elementen zijn. Het voorvoegsel tri- komt uit het Grieks en betekent drie. Voorbeelden van triatomische moleculen met verschillende atomen zijn water H2O, koolstofdioxide CO2, stikstofdioxide NO2 en lachgas N2O. Ozon O3 is een voorbeeld van een triatomisch molecuul, waarbij alle atomen van hetzelfde element zijn. Het triwaterstofkation H3+ is dat ook, en ten gevolge van de lage temperatuur en dichtheid in het interstellair medium stabiel.
Een diatomisch molecuul is een molecuul dat uit twee atomen bestaat.